# Golden Gala 2010
Golden Gala 2010 – mityng lekkoatletyczny, który odbył się na Stadio Olimpico w Rzymie 10 czerwca 2010 roku. Zawody były czwartą odsłoną prestiżowej diamentowej ligi.

## Rezultaty

### Mężczyźni
| Konkurencja:               | 1. miejsce         | Wynik       | 2. miejsce               | Wynik       | 3. miejsce        | Wynik       |
| Bieg na 100 m              | Asafa Powell       | 9.82 SB     | Christophe Lemaître      | 10.09       | Martial Mbandjock | 10.09       |
| Bieg na 200 m              | Walter Dix         | 19.86 SB    | Wallace Spearmon         | 20.05       | Paul Hession      | 20.60 SB    |
| Bieg na 400 m              | Jeremy Wariner     | 44.73 SB    | Angelo Taylor            | 44.74 SB    | Chris Brown       | 45.05 SB    |
| Bieg na 1500 m             | Augustine Choge    | 3:32.21     | Daniel Kipchirchir Komen | 3:33.08 SB  | Geoffrey Rono     | 3:33.89 SB  |
| Bieg na 5000 m             | Imane Merga        | 13:00.12    | Sammy Alex Mutahi        | 13:00.12 PB | Moses Kipsiro     | 13:00.15 SB |
| Bieg na 110 m przez płotki | Dayron Robles      | 13.14       | Dwight Thomas            | 13.31 SB    | Ryan Brathwaite   | 13.34 SB    |
| Skok w dal                 | Dwight Phillips    | 8.42 SB     | Irving Saladino          | 8.13        | Fabrice Lapierre  | 8.11        |
| Pchnięcie kulą             | Christian Cantwell | 21.67       | Dylan Armstrong          | 21.46       | Reese Hoffa       | 21.15 SB    |
| Rzut dyskiem               | Piotr Małachowski  | 68.78 SB MR | Gerd Kanter              | 67.69       | Zoltán Kővágó     | 67.26       |

### Kobiety
| Konkurencja:                  | 1. miejsce           | Wynik      | 2. miejsce        | Wynik      | 3. miejsce                      | Wynik      |
| Bieg na 100 m                 | Lashauntea Moore     | 11.04      | Chandra Sturrup   | 11.14      | Tahesia Harrigan                | 11.17      |
| Bieg na 800 m                 | Halima Hachlaf       | 1:58.40 PB | Janeth Jepkosgei  | 1:58.85 SB | Jennifer Meadows                | 1:58.89 SB |
| Bieg na 400 m przez płotki    | Lashinda Demus       | 52.82 SB   | Kaliese Spencer   | 53.48 PB   | Natalia Antiuch                 | 54.00 PB   |
| Bieg na 3000 m z przeszkodami | Milcah Chemos Cheywa | 9:11.71 SB | Gladys Kipkemboi  | 9:13.22 PB | Lydia Rotich                    | 9:19.01    |
| Skok wzwyż                    | Blanka Vlašić        | 2.03 SB    | Chaunté Lowe      | 2.03       | Levern Spencer                  | 1.95       |
| Skok o tyczce                 | Fabiana Murer        | 4.70       | Silke Spiegelburg | 4.70       | Jiřina Ptáčníková Anna Rogowska | 4.60       |
| Trójskok                      | Yargelis Savigne     | 14.74 SB   | Olga Rypakowa     | 14.74      | Olha Saładucha                  | 14.44      |
| Rzut oszczepem                | Barbora Špotáková    | 68.66 SB   | Sunette Viljoen   | 63.04      | Wira Rebryk                     | 62.44 SB   |

## Rekordy
Podczas mityngu ustanowiono 2 krajowe rekordy w kategorii seniorów:
| Zawodnik       | Reprezentacja | Konkurencja                | Rezultat |
| -------------- | ------------- | -------------------------- | -------- |
| Gerhard Mayer  | Austria       | rzut dyskiem               | 65,24    |
| Zuzana Hejnová | Czechy        | bieg na 400 m przez płotki | 54,13    |